# Rhynchosia caaguazuensis
Rhynchosia caaguazuensis är en ärtväxtart som beskrevs av Emil Hassler. Rhynchosia caaguazuensis ingår i släktet Rhynchosia och familjen ärtväxter. Inga underarter finns listade i Catalogue of Life.